# Italian Baja
L'Italian Baja è un Cross Country Rally che si svolge a cadenza annuale in Friuli-Venezia Giulia, in provincia di Pordenone dal 1993.
La gara, alla quale partecipano auto, moto, camion e quad, dal 1994 è una prova valida per la Coppa del mondo rally raid (auto).

## Albo d'oro

### Auto
| Anno | Vincitore                              |
| ---- | -------------------------------------- |
| 1993 | Edi Orioli - Dominella                 |
| 1994 | Pierre Lartigue - Perin                |
| 1995 | Pierre Lartigue - Perin                |
| 1996 | Pierre Lartigue - Perin                |
| 1997 | Pierre Lartigue - Perin                |
| 1998 | Jean-Louis Schlesser - Monnet          |
| 1999 | Kenjirō Shinozuka - Picard             |
| 2000 | Franco Germanetti - Rey                |
| 2001 | Jutta Kleinschmidt - Schulz            |
| 2002 | Jean-Louis Schlesser - Magne           |
| 2003 | Hiroshi Masuoka - Picard               |
| 2004 | non disputata                          |
| 2005 | Rui Sousa - Silva                      |
| 2006 | Marc Blázquez - Cruz Senra             |
| 2007 | Boris Gadasin - Mironenko              |
| 2008 | Nasser Al-Attiyah - Tina Thörner       |
| 2009 | Boris Gadasin - Demyanenko             |
| 2010 | Krzysztof Hołowczyc - Jean-Marc Fortin |
| 2011 | Boris Gadasin - Shchemel               |
| 2012 | Vladimir Vasilyev - Yevtyekhov         |
| 2013 | Reinaldo Varela - Guglielmin           |
| 2014 | Yazeed Al-Rajhi - Timo Göttschalk      |
| 2015 | Nasser Al-Attiyah - Matthieu Baumel    |
| 2016 | Nasser Al-Attiyah - Matthieu Baumel    |
| 2017 | Jakub Przygonski – Tom Colsoul         |
| 2018 | Jakub Przygonski – Tom Colsoul         |
| 2019 | Orlando Terranova – Ronnie Graue       |
| 2020 | non disputata                          |
| 2021 | Yazeed Al-Rajhi – Michael Orr          |
| 2022 | Yazeed Al-Rajhi – Michael Orr          |
| 2023 | Yazeed Al-Rajhi - Timo Göttschalk      |
| 2024 | João Dias - João Pedro Vitoria Re'     |
| 2025 | Juan Cruz Yacopini - Dani Oliveras     |

### Moto
| Anno | Vincitore        |
| ---- | ---------------- |
| 1998 | Fabio Farioli    |
| 1999 | Juan Roma        |
| 2000 | Fabio Farioli    |
| 2001 | Fabio Farioli    |
| 2002 | Matteo Graziani  |
| 2003 | Franco Dal Bello |
| 2004 | non disputata    |
| 2005 | Varga Akos       |
| 2006 | Nicola Dutto     |
| 2007 | non disputata    |
| 2008 | Alex Zanotti     |
| 2009 | Nicola Dutto     |
| 2010 | Alberto Basso    |
| 2011 | Alberto Basso    |
| 2012 | Alberto Basso    |
| 2013 | Alessandro Ruoso |
| 2014 | Vanni Cominotto  |
| 2015 | Alessandro Ruoso |
| 2016 | Vanni Cominotto  |

### Quad
| Anno | Vincitore         |
| ---- | ----------------- |
| 2014 | Stefano Biscontin |
| 2015 | Damian Rajczyk    |
| 2016 | Amerigo Ventura   |